# Kostra
Kostra (auch KOSTRA-DWD) ist ein vom Deutschen Wetterdienst (DWD) herausgegebener Starkregenkatalog und steht für Koordinierte Starkniederschlagsregionalisierung und -auswertung.
Für die Bemessung von wasserwirtschaftlichen Anlagen (Entwässerungseinrichtungen, Talsperren, Deichanlagen, …) werden Eintrittswahrscheinlichkeiten von Starkregenereignissen benötigt. Zu diesem Zweck hat der DWD nach umfangreichen Auswertungen historischer Regenereignisse und statistischen Berechnungen einen Katalog von regionalisierten Niederschlagshöhen herausgegeben.
Die Kostradaten ersetzen die Regenreihen nach F. Reinhold.
Die Fassung KOSTRA-DWD-2010 hatte einige Kritik durch Fachanwender gefunden und wurde ab 1. November 2017 durch die revidierte Fassung KOSTRA-DWD-2010R als amtliche Starkregenauswertung für Deutschland abgelöst.
Im November 2022 wurde der neue Datensatz KOSTRA DWD 2020 veröffentlicht, welcher seit dem 1. Januar 2023 gültig ist.